# Jacobus Vrel

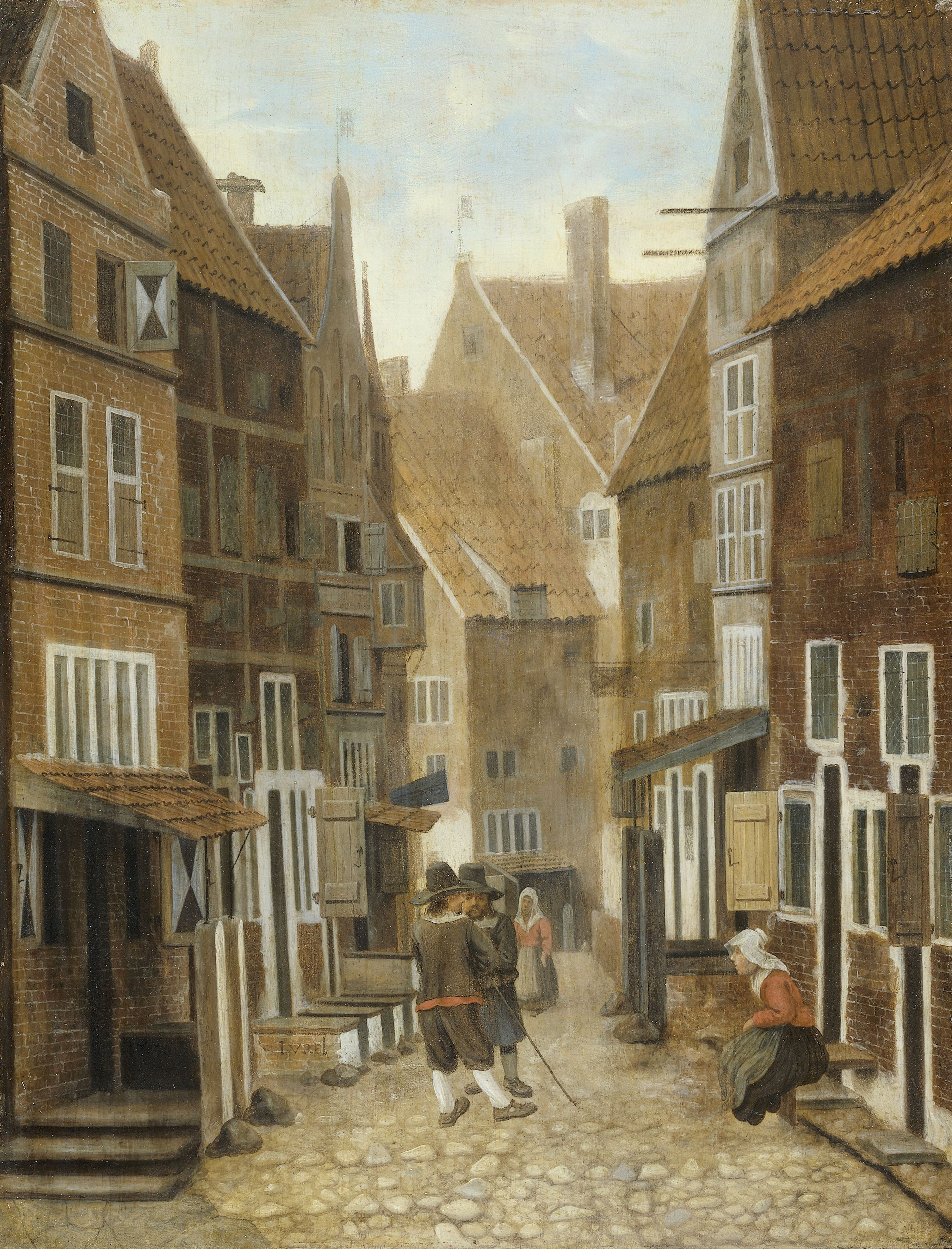
Stadsgezicht, Rijksmuseum Amsterdam

Jacobus Vrel (ook andere spellingen van de naam komen voor) was een Nederlands kunstschilder uit de Gouden Eeuw. Over zijn leven is zeer weinig bekend. Hij was actief in de periode van ca. 1654 tot ca.1662, vermoedelijk in Haarlem en/of Delft.
Vrel vervaardigde voornamelijk genrestukken met onder meer stadsgezichten en straatscènes, kerk- en huiselijke interieurs. Zijn stijl is eenvoudig, met weinig opsmuk. De interieurs zijn enigszins melancholiek van aard, de kamers zijn vrij kaal en leeg, met een enkele vrouw, op de rug of en profile afgebeeld.
Het werk van Vrel is wel geassocieerd met dat van Johannes Vermeer. In de 19e eeuw werden zelfs enkele van zijn werken als Vermeers verhandeld. Gezien zijn stijl en onderwerpkeuze wordt hij nu echter meer in verband gebracht met de kringen rond Pieter de Hooch.

## Publieke collecties
Werken van Jacobus Vrel in openbare collecties, zijn onder andere in het bezit van: 
- Rijksmuseum Amsterdam, Amsterdam
- Museum de Fundatie, Zwolle
- Alte Pinakothek, München
- Kunsthistorisches Museum, Wenen
- Koninklijke Musea voor Schone Kunsten van België, Brussel